# Rábacsécsény
Rábacsécsény är en ort i Ungern.   Den ligger i provinsen Győr-Moson-Sopron, i den västra delen av landet, 120 km väster om huvudstaden Budapest. Rábacsécsény ligger 114 meter över havet och antalet invånare är 610.
Terrängen runt Rábacsécsény är mycket platt. Runt Rábacsécsény är det ganska glesbefolkat, med 45 invånare per kvadratkilometer. Närmaste större samhälle är Győr, 19,2 km nordost om Rábacsécsény. Trakten runt Rábacsécsény består till största delen av jordbruksmark.